# 安德烈亚斯·贝克尔
安德烈亚斯·贝克尔（德語：Andreas Becker，1970年3月8日—），德国男子曲棍球运动员。他曾代表德国参加1992年和1996年夏季奥林匹克运动会曲棍球比赛，其中1992年奥运会获得一枚金牌。